# 分治島嶼列表
世界上絕大多數的島嶼都由一個國家統治，它們若非成為島國，就是成為大陸沿海國的部分領土。本列表列出了較為少見的多國分治島嶼（跨國島嶼）。這些島嶼通常較大，且當中亦有因為多國分治而陷於國際糾紛者。
幾乎所有的島嶼要嘛僅由島嶼國家統治，要嘛僅由非島嶼國家統治，唯二的例外是婆羅洲島與石峇迪島，前者同時被印度尼西亞、馬來西亞與汶萊統治，後者則同時被印度尼西亞與馬來西亞統治，因馬來西亞有部份領土在歐亞非大陸上，所以不符合島嶼國家的定義，但印度尼西亞與汶萊則是島嶼國家。

## 當前的列表

### 島嶼國家
| 島嶼名稱       | 面積 km2 | 國家（擁有面積占比） | 地圖（島嶼地理位置） |
| -------------- | -------- | --- | -------------------- |
| 新幾內亞島     | 785,753  | 印度尼西亞（53.52%）巴布亞省、西巴布亞省 · （46.48%）                                                                                          |                      |
| 愛爾蘭島       | 81,638   | 爱尔兰（83%）、 英国（17%）北愛爾蘭 |                      |
| 伊斯帕尼奧拉島 | 73,929   | （65%）、 海地（35%） |                      |
| 帝汶島         | 28,418   | 印度尼西亞（53%）東努沙登加拉省、 东帝汶（47%）                                                                                                |                      |
| 塞浦路斯岛     | 9,234    | 法律 賽普勒斯（97%） · 英国（3%）亞克羅提利與德凱利亞 · 實際 · 賽普勒斯（58%） · 北賽普勒斯（37%） · 英国（3%）英屬基地區 · 联合国緩衝區（2%） |                      |

- ^ 如果不把賽普勒斯島上事實存在的北賽普勒斯政權看作是一個國家，婆羅洲是世界上唯一一分屬三國的島嶼。
- ^ 北賽普勒斯是一個尚未受到國際承認的政治實體；英國佔有兩小塊賽普勒斯英屬基地區。

#### 非島嶼國家
| 島嶼名稱                          | 面積 km2 | 國家（擁有面積占比）                                   | 地圖（島嶼地理位置） |
| --------------------------------- | -------- | ------------------------------------------------------ | -------------------- |
| 火地島                            | 47,992   | 智利（56%）火地省、 阿根廷（44%）火地省                |                      |
| 多爾島                            | 657      | 美国（100%）阿拉斯加、 加拿大（0%）不列颠哥伦比亚      |                      |
| 乌瑟多姆岛                        | 445      | 德国（79%） 、 波蘭（21%）西濱海省                     |                      |
| 卡莱罗岛                          | 151.6    | （99%）、 尼加拉瓜（1%）                               |                      |
| 聖馬丁島                          | 91.9     | 法國（61%） 法屬聖馬丁、 荷蘭（39%） 荷屬聖馬丁        |                      |
| 汉斯岛                            | 1.3      | 加拿大（40%）、 丹麦（60%） 格陵兰                     |                      |
| 卡塔亚岛（包括伊納卡里島Inakari） | 0.71     | 芬兰（85%）、 瑞典（15%）                              |                      |
| 法赫德國王護照島                  | 0.88     | 沙烏地阿拉伯（50%）、 巴林（50%）                      |                      |
| K島（Nova Zemlya Island）         | 0.56     | 乌克兰（60%）、 羅馬尼亞（40%）                        |                      |
| 中间沙（Bãi Tục Lãm）                        | 0.335    | 越南（75%）、 中华人民共和国（25%）                    |                      |
| 馬凱特島（Märket）                      | 0.03     | 芬兰（55%） 奥兰、 瑞典（45%）乌普萨拉省和斯德哥尔摩省 |                      |
| 科伊羅托島                        | <0.03    | 芬兰（60%）、 俄羅斯（<40%）                           |                      |
| Little Green Islands              | ＜0.01   | 法國（50%）、 加拿大（50%）                            |                      |

#### 同時有島嶼國家與非島嶼國家
| 島嶼名稱 | 面積 km2 | 國家（擁有面積占比） | 地圖（島嶼地理位置） |
| -------- | -------- | --- | -------------------- |
| 婆羅洲   | 748,168  | 印度尼西亞（73%）中加里曼丹省、東加里曼丹省、北加里曼丹省、南加里曼丹省、西加里曼丹省 · 马来西亚（26%）沙巴、砂拉越 · （1%） |                      |
| 石峇迪島 | 452.2    | 印度尼西亞（55%）北加里曼丹省、 马来西亚（45%）沙巴                                                                          |                      |

### 湖島
- 挪威、 瑞典和 芬兰之間：
  - 三國界碑，三邊交界處的界標石（英语：cairn），距Goldajärvi/Koltajauri湖岸10米，因此可以說是極小的人工島。约14平方米。
- 美国和 加拿大之間：
  - 62°38′59″N 141°00′00″W / 62.649677°N 141°W處的湖島，育空-阿拉斯加公路的邊境口岸（英语：List of Canada–United States border crossings）以北
  - 62°38′28″N 141°00′00″W / 62.641158°N 141°W處的湖島，育空-阿拉斯加公路的邊境口岸以北
  - 62°38′14″N 141°00′00″W / 62.637174°N 141°W處的湖島，靠近育空-阿拉斯加公路的邊境口岸北側
  - 62°32′18″N 141°00′00″W / 62.538443°N 141°W處小湖中的兩個島，育空-阿拉斯加公路的邊境口岸以南8.2公里
  - 49°00′00″N 120°10′39″W / 49°N 120.177376°W處小湖中的幾個岩石小島，位于華盛頓州與不列顛哥倫比亞省交界處的奧卡諾根縣
  - 49°00′00″N 120°10′23″W / 49°N 120.172980°W處小湖中的一個島，位于華盛頓州與不列顛哥倫比亞省交界處的奧卡諾根縣
  - 49°00′00″N 110°32′49″W / 49°N 110.546975°W處小湖中的一個島，毗鄰蒙大拿州與艾伯塔省邊交界的牛奶河 (亞伯達—蒙大拿)
  - 49°00′00″N 104°18′40″W / 49°N 104.311173°W處鹽湖（鹼湖，Salt Lake (Alkali Lake)）中的一個島，位于蒙大拿州與薩斯喀徹溫省交界處的謝里敦縣
  - 49°00′00″N 103°58′54″W / 49°N 103.981638°W處布拉什湖（英语：Brush Lake State Park）中的一個島[永久][6]，位于北達科他州與薩斯喀徹溫省交界處
  - 49°00′00″N 100°13′02″W / 49°N 100.217095°W處邊境湖（英语：Boundary Lake）中的兩個島[7]，位于北達科他州與曼尼托巴省交界處
  - 49°00′00″N 100°21′14″W / 49°N 100.353901°W處麥提戈謝湖（英语：Lake Metigoshe State Park）中的一個島[永久][8]，位于北達科他州與曼尼托巴省交界處
  - 49°00′00″N 100°17′56″W / 49°N 100.298939°W處羅斯湖（英语：Ross Lake）東部的一個小島[9]，位于北達科他州與曼尼托巴省交界處的博蒂諾縣
  - 49°00′00″N 100°00′47″W / 49°N 100.013149°W處小湖中的一個島[10]，位于北達科他州與曼尼托巴省交界處的羅利特縣
  - 49°00′00″N 99°13′05″W / 49°N 99.218163°W處小湖中的一個島[11]，位于北達科他州與曼尼托巴省交界處的陶納縣
  - 49°00′00″N 98°32′29″W / 49°N 98.541357°W處小湖中的一個島[12]，位于北達科他州與曼尼托巴省交界處的卡弗利爾縣
  - 49°00′00″N 98°21′25″W / 49°N 98.356943°W處小水庫（充滿時）中的一個小島[永久][13]，靠近北達科他州與曼尼托巴省交界處1號北達科他州州道（英语：North Dakota Highway 1）上的麥達（英语：Maida, North Dakota）口岸東側
  - 46°00′18″N 67°46′52″W / 46.004988°N 67.7810°W處小湖中的一個島，位于緬因州與新布藍茲維省交界處的霍奇登
  - 門弗雷梅戈格湖（英语：Lake Memphremagog）中的普羅文斯島，位于魁北克省（91%）和佛蒙特州（9%）交界處[14]
- 挪威和 俄羅斯之間：
  - Klistervatn湖中的Store Grenenholmen[15]
  - Grensevatn湖中的Korkeasaari和一個無名小島[16]
- 芬兰和 俄羅斯之間：
  - 努伊亞瑪湖（芬蘭語：Nuijamaanjärvi）中的埃伊肯涅米（Äikkäänniemi）[17]
  - 上蒂尔耶湖（Ylä-Tyrjä）中的蘇爾島和一個較小的島[18]
  - Melaselänjärvi湖中的Tarraassiinsaari、Härkäsaari和Kiteensaari[19][20]
  - 維爾馬湖（芬蘭語：Virmajärvi）中的一個島
  - Kokkojärvi湖中的拉亞島（芬蘭語：Rajasaari）[21]
  - 武奥基湖（芬蘭語：Vuokkijärvi）中的Kalmasaari[22]
  - Hietajärvi湖中的Varposaari[23]
  - Parvajärvi湖中的Parvajärvensaari[24]
  - Pukarijärvi / Ozero Pyukharin中的Keuhkosaari[25][26]
  - 盎卡莫湖（Onkamojärvi / Ozero Onkamo）中的Siiheojansuusaari和Tossensaari[27][28]
- 芬兰和 挪威之間：
  - Kivisarijärvi/Keđgisualuijävri湖中的一個島[29]
  - 界碑347A東南方湖中的一個島[30]
- 瑞典和 挪威之間：[31]
  - Sör Vammsjön/Vammen Søndre湖中的一個島[32]
  - Norra Kornsjön/Nordre Kornsjø湖中的Hisön/Hisøya（≈0,09 km²）[33]
  - 南博克湖（Södra Boksjön/Søndre Boksjø）中的Kulleholmen/Kalholmen（≈5500 m²）和Tagholm/Tåkeholmen（≈600 m²）[34]
  - 大萊湖（瑞典语：Stora Le）中的Salholmen和Trollön[35]
  - Tannsjøen/Tannsjön湖中的一個島[36]
  - Helgesjö湖中的Linneholmene[37]
  - Holmsjøen湖中的Jensøya[38]
  - 烏特加德湖中的Storøya[39]
  - 福爾湖（Fallsjøen / Nordre Røgden）中的Fallsjøholmen[40]
  - Kroksjøen湖中的一個島[41]
  - 沃恩湖中的一個島[42]
  - Skurdalssjøen/Kruehkiejaevrie湖中的一個島[43]
  - Gihcijoka河海拔710米處湖中的一個島[44]
  - 科爾維湖中的三個島[45]
- 立陶宛和 白俄羅斯之間：
  - Drūkšiai湖中的Sosnovec和另一個無名島[46][47][48][49]
- 英国和 爱尔兰之間：
  - Vearty湖中的Pollatawny[50]
- 衣索比亞和 之間：
  - 阿貝湖Aleilou角的一個島[51]
- 奥地利和 匈牙利之間的邊界跨過新錫德爾湖，有時因水位波動會露出跨越邊界的島嶼。

### 河島
- 法國、 盧森堡和 德国之間：
  - 一個小島（Staustufe Apach），在摩塞爾河中申根附近，主要位于法國，河中一角由盧森堡和德國共管。[52]
- 中华人民共和国和 俄羅斯之間：
  - 黑瞎子島，在烏蘇里江和黑龍江交匯處。[53][54]
  - 阿巴該圖洲渚，在額爾古納河中。[53]
- 委內瑞拉和 之間：
  - 科羅科羅島，在巴里馬河三角洲處。[55]
- 哥伦比亚和 巴西之間：
  - 聖何塞島，在內格羅河中。[56]
- 阿根廷和 乌拉圭之間：
  - 馬丁加西亞島，在拉普拉塔河中。[57]
- 印度和 之間：
  - 恒河、[58]緹斯塔河[59]和布拉馬普特拉河[60]下游接近恒河三角洲處形成辮狀河，含有大量泥沙島（稱為chars）。[61]這些島都足夠大且可以定居，但它們可能在任何時間與印度（阿薩姆邦和西孟加拉邦）和孟加拉國的邊界相接，而不再成為一個島，儘管兩國邊界還未完全劃清。
- 希腊和 土耳其之間：
  - 標為“Q”的一個島，在馬里查河中。[62]
- 芬兰和 挪威之間：
  - 一個小島，在Uutuanjoki河中，位于69°34′47″N 29°13′54″E / 69.579665°N 29.231701°E。
- 挪威和 瑞典之間：
  - 一個小島，在Tunnsjø附近的Vadet中，位于64°38′40″N 13°42′38″E / 64.644443°N 13.71056°E。
- 芬兰和 瑞典之間：
  - 一個小島，在跨越芬蘭托爾尼奧和瑞典哈帕蘭達的高爾夫球場西側，位于65°51′41″N 24°07′47″E / 65.861513°N 24.129624°E.
- 斯洛伐克和 波蘭之間：
  - Nokiel和另一無名小島，在杜納耶茨河中，位于49°23′54″N 20°21′35″E / 49.3984°N 20.359726°E。[63]
- 尼加拉瓜和 之間：
  - 共四個島，在豐塞卡灣中內格羅河（英语：Negro River (Central America)）三角洲的直線邊界處。
- 加拿大和 美国之間：
  - 克拉倫斯河（英语：Clarence River (Alaska–Yukon)）中連續9個島嶼，在界線灣（英语：Demarcation Bay）附近的阿拉斯加北坡（英语：Alaska North Slope），最北端位于69°37′00″N 141°00′00″W / 69.616789°N 141°W，最南端位于69°33′26″N 141°00′00″W / 69.557094°N 141°W。
  - 阿拉斯加州北極村（英语：Arctic Village, Alaska）東北部路徑溪（英语：Trail Creek, Alaska）中的一個或多個島嶼，位于68°52′54″N 141°00′00″W / 68.881754°N 141°W。
  - 阿拉斯加州北極村東北部曼查溪（Mancha Creek）中的一個島，位于68°39′50″N 141°00′00″W / 68.663957°N 141°W。
  - 阿拉斯加州北極村東北部弗斯河岔流中的6個（或更多）島嶼，位于68°38′30″N 141°00′00″W / 68.641781°N 141°W。
  - 舊克羅下游處Sunaghun溪匯入豪豬河河口附近的一個島，位于67°25′34″N 141°00′00″W / 67.426117°N 141°W。
  - 阿拉斯加州查爾基齊克 (阿拉斯加州)東部、育空地區藍魚湖（Bluefish Lake）西西西南方向15公里處，藍魚河（Bluefish River）分水嶺的一個島，位于66°50′17″N 141°00′00″W / 66.838155°N 141°W。
  - 阿拉斯加州查爾基齊克東部Fort溪中的一個島，位于66°45′32″N 141°00′00″W / 66.759004°N 141°W。
  - 阿拉斯加州查爾基齊克東部黑河（英语：Black River (Alaska)）（Black River / Salmon Fork）中的一個島，位于66°32′37″N 141°00′00″W / 66.543661°N 141°W。
  - 育空地區河狸溪西南部河狸溪（英语：Beaver Creek (Alaska)）中的一個島，位于62°13′39″N 141°00′00″W / 62.227460°N 141°W。
  - 阿拉斯加州克魯可文（英语：Klukwan, Alaska）（Klukwan）附近Klehini河（英语：Klehini River）中的兩個島，位于59°26′53″N 136°21′55″W / 59.448142°N 136.365213°W。
  - 吉爾伯特灣上游匯入斯蒂芬斯海峽（英语：Stephens Passage）的鱈魚河（英语：Whiting River）岔流中的11個（或更多）島嶼，位于58°11′06″N 133°13′16″W / 58.184862°N 133.221034°W。
  - 育空地區大冰川（英语：Great Glacier Provincial Park）下游史堤金河（英语：Stikine River）中的兩個島，位于56°39′31″N 131°50′55″W / 56.658546°N 131.848698°W。
  - 華盛頓州/不列顛哥倫比亞省瓦尼塔口岸（英语：List of Canada–United States border crossings）（Waneta border crossing）處哥倫比亞河中的一個島，位于49°00′16″N 117°38′27″W / 49.004380°N 117.640936°W。
  - 蒙大拿州/艾伯塔省腹河（英语：Belly River）中的一個島，位于49°00′00″N 113°41′00″W / 49°N 113.683294°W。
  - 蒙大拿州/亞伯達省李溪（Lee Creek）分支上的一個島，位于49°00′00″N 113°36′03″W / 49°N 113.600862°W。
  - 蒙大拿州/亞伯達省邊境溪（Boundary Creek）中的一個小島，位于49°00′00″N 113°21′26″W / 49°N 113.357300°W。
  - 蒙大拿州/亞伯達省聖瑪麗河（英语：St. Mary River (Alberta–Montana)）中的一個島，位于49°00′00″N 113°19′34″W / 49°N 113.326222°W。
  - 蒙大拿州/亞伯達省牛奶河 (亞伯達—蒙大拿)中的一個小島，位于49°00′00″N 112°33′20″W / 49°N 112.555602°W。
  - 蒙大拿州/薩斯喀徹溫省蒙代爾溪（Mundell Creek）中的一個島，位于49°00′00″N 109°05′21″W / 49°N 109.089222°W。
  - 蒙大拿州/薩斯喀徹溫省邁克易切恩溪（McEachern Creek）中的一個島，位于49°00′00″N 106°56′19″W / 49°N 106.938504°W。
  - 北達科他州/曼尼托巴省博蒂諾縣的南安特勒河（英语：Antler River）中的一個小島[64]，位于49°00′00″N 101°12′21″W / 49°N 101.205728°W。
  - 北達科他州/曼尼托巴省彭比納河（英语：Pembina River (Manitoba – North Dakota)）中的一個島[65]，位于49°00′00″N 98°12′22″W / 49°N 98.205990°W。
  - 緬因州/魁北克省聖約翰河西北支（英语：Northwest Branch Saint John River）支流中的一個島，位于46°41′13″N 69°59′56″W / 46.687062°N 69.998996°W。
  - 緬因州/新布藍茲維省聖約翰河北支（英语：North Branch Meduxnekeag River）中的一個島，位于46°16′36″N 67°46′55″W / 46.276686°N 67.782°W。
  - 蒙蒂塞洛東南部的緬因州/新布藍茲維省邊境處，自緬因州溫柔湖（Gentle Lake）流入米迪斯尼克河北支（North Branch–Meduxnekeag River）的岔流中形成的兩個島（46°16′22″N 67°46′55″W / 46.272890°N 67.782°W和46°16′20″N 67°46′55″W / 46.272293°N 67.782°W）。

## 歷史上的列表
另一些島嶼在過去屬於多個國家，但現在已統一。
現代民族國家的明確邊界劃分並不適用於其他形式的社會組織，故被“分割”的島嶼可能並不太值得一提。例如，在古希臘，优卑亚岛分屬多個城邦，包括哈爾基斯和埃雷特里亞；歐洲人移民塔斯馬尼亞島之前，該島也分屬九個土著部落。
戰爭時期的島嶼可能會分屬侵略方和保衛方，例如827至902年間的西西里島,分属多个穆斯林王国和拜占庭帝國；1645至1669年間的克里特島，分屬奧斯曼帝國和威尼斯共和國。
曾被分割的島嶼包括：
- 科西嘉島：依據教宗諾森二世1132年的裁決，被比薩共和國和熱那亞共和國分割，直到1284年的梅洛里亞海戰。此後科西嘉島依次歸屬熱那亞、亞拉岡、熱那亞、科西嘉共和國、法蘭西王國、盎格魯-科西嘉王國，最終由法國管轄至今。
- 撒丁岛：自公元900年之前直到1420年阿波利亞王國滅亡期間分屬數個王國（giudicati）。此後薩丁尼亞島依次歸屬亞拉岡、西班牙帝國、薩丁尼亞王國、義大利王國，最終由義大利共和國管轄至今。
- 西西里岛：自公元1040年之前直到1091年被诺曼人征服期间分屬數個埃米尔国。
- 萨雷马岛（1237–1570）和希烏馬島（1254–1563）：分屬利沃尼亚骑士团和奥瑟-维克主教区（1560年後的丹麥王國）。此後依次歸屬丹麥（僅萨雷马岛）、瑞典王國、俄羅斯帝國、愛沙尼亞、蘇聯、納粹德國（1941-1944）、蘇聯，最終在1991年蘇聯解體後重歸於愛沙尼亞。
- 多巴哥島：自1654至1659年，該島上有庫爾蘭和瑟米加利亞公國和荷蘭共和國的兩個殖民地，但均經歷了經濟失敗而被放棄。[66]此後依次歸屬法蘭西殖民帝國、大不列顛王國（1706）、大不列顛及愛爾蘭聯合王國、今天的英國，最終由獨立後的千里達及托巴哥管轄至今。
- 德那第島：自1607至1663年，分屬與蒂多雷結盟的西班牙帝國和與德那第的蘇丹結盟的荷蘭共和國。此後依次歸屬荷蘭、大日本帝國（1942–1945）、荷蘭，1949年後由獨立的印尼管轄至今。
- 紐約長島：分屬荷蘭共和國和英格蘭王國，自1640年（實際，紹斯霍爾德（英语：Southold (CDP), New York）成立）或1650年（法律，依照哈特福德條約（英语：Treaty of Hartford#1650 treaty））起，直到1664年新尼德蘭向英國陸軍投降。此後依次歸屬英格蘭王國、英國，1781年後由美國管轄至今。長島自1781起為紐約州的一部分，且是美國本土（48州）的最大島嶼。

- 大不列顛島：早期分屬三個或更多王國，包括英格蘭、威爾士和蘇格蘭，有時也成為羅馬帝國和丹麥帝國的一部分。到1707年之前，後來減少到了兩個，英格蘭王國和蘇格蘭王國，並最終制定了1707年聯合法令，建立單一的君主制和議會。自1707年起，英格蘭、蘇格蘭和威爾士依次歸屬大不列顛王國、大不列顛及愛爾蘭聯合王國和大不列顛及北愛爾蘭聯合王國，即今天的英國。

- 紐芬蘭島：早期分屬英國和法蘭西殖民帝國，直到1713年《烏得勒支和約》規定其屬於大英帝國。隨後該島又成為部分獨立的紐芬蘭自治領，最終在1949年成為加拿大的一個省。
- 聖基茨島：自1626年起至1713年《烏得勒支和約》為止，分屬大不列顛和法蘭西殖民帝國。隨後250年屬大英帝國，最終由獨立的圣基茨和尼维斯管轄。無論1713前後，在數次加勒比海上的戰爭中，法國和英國均曾佔領過聖基茨全島。
- 厄爾巴島：島上費拉約港自1548年起屬佛羅倫斯公爵（後為托斯卡纳大公国所取代）管轄，直至1802年由《亞眠和約》割讓與法國；波爾托阿祖羅自1557年起先後歸西班牙帝國的從屬國“卫戍国”，和那不勒斯王國管轄，直至1801年由《佛羅倫斯和約（英语：Treaty of Florence）》割讓與法國。該島其餘部分屬於皮奧恩比諾公國（義大利語：Principato di Piombino），直至為法蘭西殖民帝國擊敗後，拿破仑一世於1802年將厄爾巴島納入伊特魯里亞王國。該島此後依次歸屬法蘭西殖民帝國、埃莉薩·波拿巴之下的皮奧恩比諾公國、拿破崙主權之下（依據1814年《楓丹白露和約》條款）、再歸托斯卡尼、義大利王國、義大利社會共和國（1943–1944），最終由義大利共和國管轄至今。[67][68]
- 埃法特岛：1889年的數個月間分屬弗朗斯維爾（英语：Franceville, New Hebrides）和新赫布里底群島共管地，然後屬英法聯合海軍委員會。
- 庫頁島，俄語名薩哈林島（Сахали́н），日語名樺太岛（樺太）：1905年《樸茨茅斯條約》規定以北緯50度線為界，北部先後屬俄羅斯帝國和蘇聯，南部屬大日本帝國樺太廳。第二次世界大戰結束後，日本投降并放棄島上主權，自此全島事實上歸蘇聯及後來的俄羅斯聯邦管轄。日本部分人士仍將該島南半部主權視為“未定”，許多日本地圖上標註該島南部為“三不管地帶”。
- Killiniq島（英语：Killiniq Island）：自1867年英屬北美法令確立加拿大成立起，分屬加拿大和紐芬蘭殖民地（英语：Newfoundland Colony）、後來的紐芬蘭自治領，直至1949年紐芬蘭法令（英语：Newfoundland Act）將該島并入加拿大。
- 安科科島（西班牙语：Isla de Anacoco）：在委內瑞拉與英屬蓋亞那（今圭亚那）邊境上的庫尤尼河中。
- 香山島：位於珠江三角洲中，自1862年天津條約起至1999年澳門回歸期間分屬中國和葡萄牙。

以下曾分屬多國的島嶼由於水位變化而已消失：
- 沃兹罗日杰尼耶岛（又名復興島）：自1991年蘇聯解體後分屬獨立的 和 。2002年由於鹹海水面減小而成為半島，半島仍為兩國共有。
- 乍得湖Bogomerom群島中的小島：曾分屬 和 奈及利亞[69]，但乍得湖水位在歷史上差異很大，目前已下降至使這些小島成為非洲大陸一部分。

## 分屬一國之不同行政區
有些島嶼位於同一國家，但屬於多個不同的省或州，例如：
- 加拿大：
  - Killiniq島（英语：Killiniq Island）：紐芬蘭與拉布拉多省、努納武特。
  - 梅爾維爾島和維多利亞島：努納武特、西北地區。
- ：
  - 邊境島（英语：Boundary Islet）：塔斯马尼亚州、維多利亞州。
- 美国：
  - 埃利斯島：本身位於新澤西州，包括一塊紐約州的飛地。
- 中华人民共和国：
  - 香山島：广东省、 澳門特別行政區。
  - 橫琴島：广东省、 澳門特別行政區。
  - 港珠澳大橋珠澳口岸人工島：广东省、 澳門特別行政區。
  - 崇明岛：绝大部分在上海市，小部分归属江苏省。
- 中華民國：
  - 台灣岛：部分在台灣省，部分归属台北市、新北市、桃園市、台中市、高雄市、台南市。